# Distrito de Bhiwani
Bhiwani (en hindi; भिवानी जिला ) es un distrito de India en el estado de Haryana. Código ISO: IN.HR.BH. Comprende una superficie de 5 140 km².
El centro administrativo es la ciudad de Bhiwani. En 2016 el distrito de Charkhi Dadri fue creado a partir del territorio sur de Bhiwani.

## Demografía
Según censo 2011 contaba con una población total de 1 629 109 habitantes.